# Karin Nettelblad
Karin Maria Nettelblad, född 4 augusti 1957, är en svensk översättare och skribent med bakgrund inom språk, kemi och mikrobiologi. Tillsammans med maken Folke A. Nettelblad författar hon dels populärvetenskap, läroböcker och pressinformation, dels översätter hon diverse facktexter och -böcker.

## Översättningar (urval)
(Alla tillsammans med Folke A. Nettelblad)
- Benjamin H. Natelson: Trötthet: fakta och funderingar (tillsammans med Birgitta Evengård) (Studentlitteratur, 2002)
- Ian R. McWhinney: Familjemedicin (Studentlitteratur, 2004)
- Margaret Carruthers: Land, hav och luft (Almqvist & Wiksell, 2005)
- Jacqueline Mitton: Stjärnor och planeter (Almqvist & Wiksell, 2005)
- David Bradley och Ian Crofton: Atomer och molekyler (Almqvist & Wiksell, 2005)
- Chris Woodford: Vetenskapens historia: Gravitation (Almqvist & Wiksell, 2005)
- Jen Green: Vetenskapens historia: Medicin (Almqvist & Wiksell, 2005)
- Chris Woodford och Martin Clowes: Vetenskapens historia: Materia (Almqvist & Wiksell, 2005)
- Mads Werner: Smärtbehandling: Farmakologiska aspekter (Remedica, 2007)